# 信令
信令，是指为使通信网中各种设备协调运作，在设备之间传递的有关控制信息。它用来说明各自的运行情况，提出对相关设备的接续要求。

## 分类
- 按信令传送区域划分，可分为用户线信令和局间信令；
- 按信令信道和话音信道的关系划分，可分为随路信令和公共信道信令；
- 按功能划分，随路信令可分为线路信令和记发器信令等；
- 按传送方向划分，可分为前向信令和后向信令。